# Adela Carbone
Adela Carbone (Génova, 1890-Madrid, 9 de agosto de 1960) fue una actriz y escritora italiana afincada en España.

## Biografía

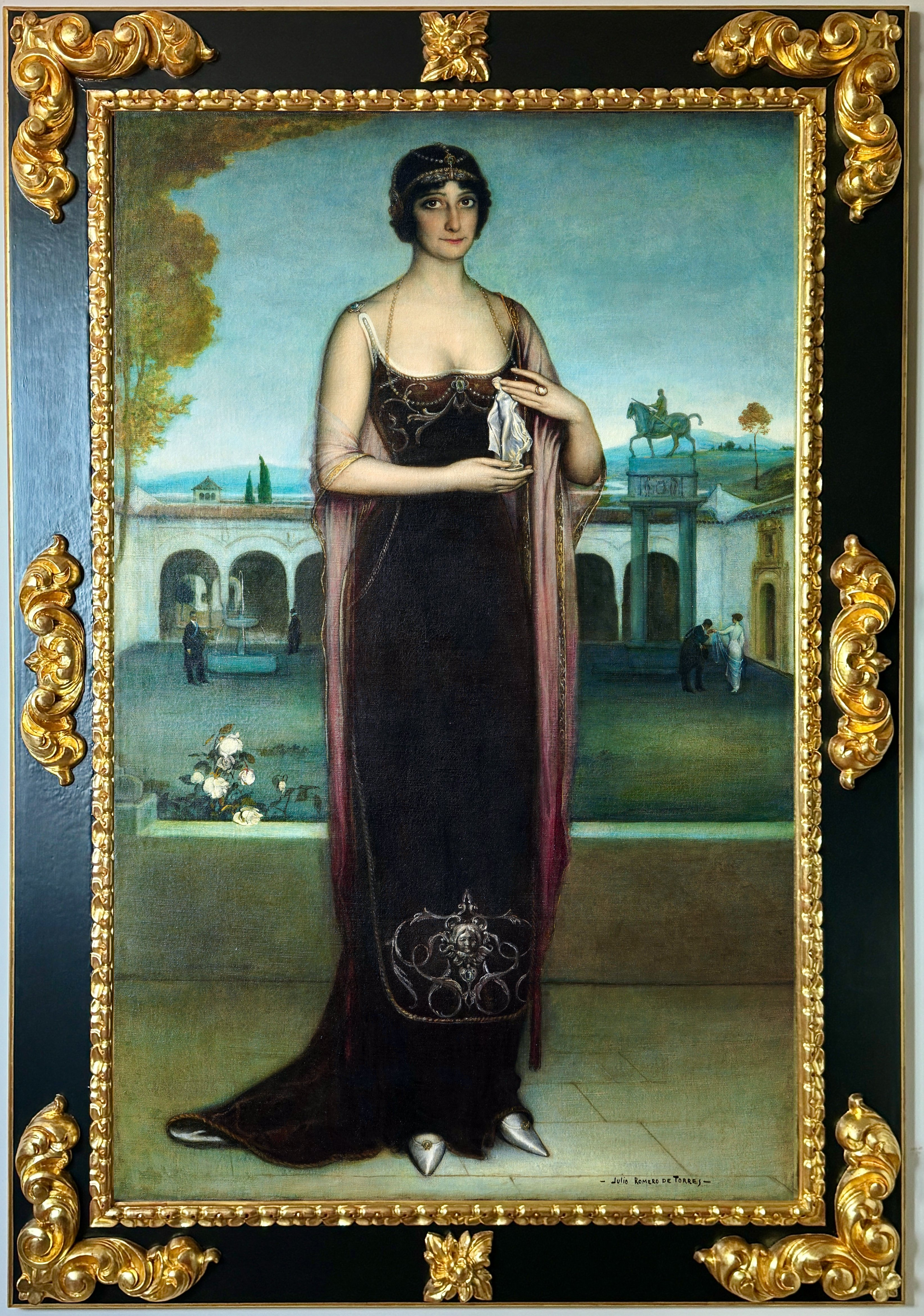
Adela Carbone, La Tanagra (Julio Romero de Torres). Colección Dr Blas García

Se afinca en España cuando tan solo contaba diez años de edad. Dedicada al teatro desde muy joven y tras formarse con María Tubau, debutó con la obra Amor que pasa, de los hermanos Álvarez Quintero en el Teatro Principal (Barcelona). 
Se integró en la compañía del Teatro de la Comedia, en el que permaneció dieciocho años. En este escenario estrenó, entre otras obras, La escuela de las princesas (1909) y La propia estimación (1915), de Jacinto Benavente, Genio y figura (1910), de Carlos Arniches, El verdugo de Sevilla (1916) y El rayo (1917), las dos últimas de Pedro Muñoz Seca. Con posterioridad trabajó en las compañías de Irene López Heredia y María Fernanda Ladrón de Guevara. 

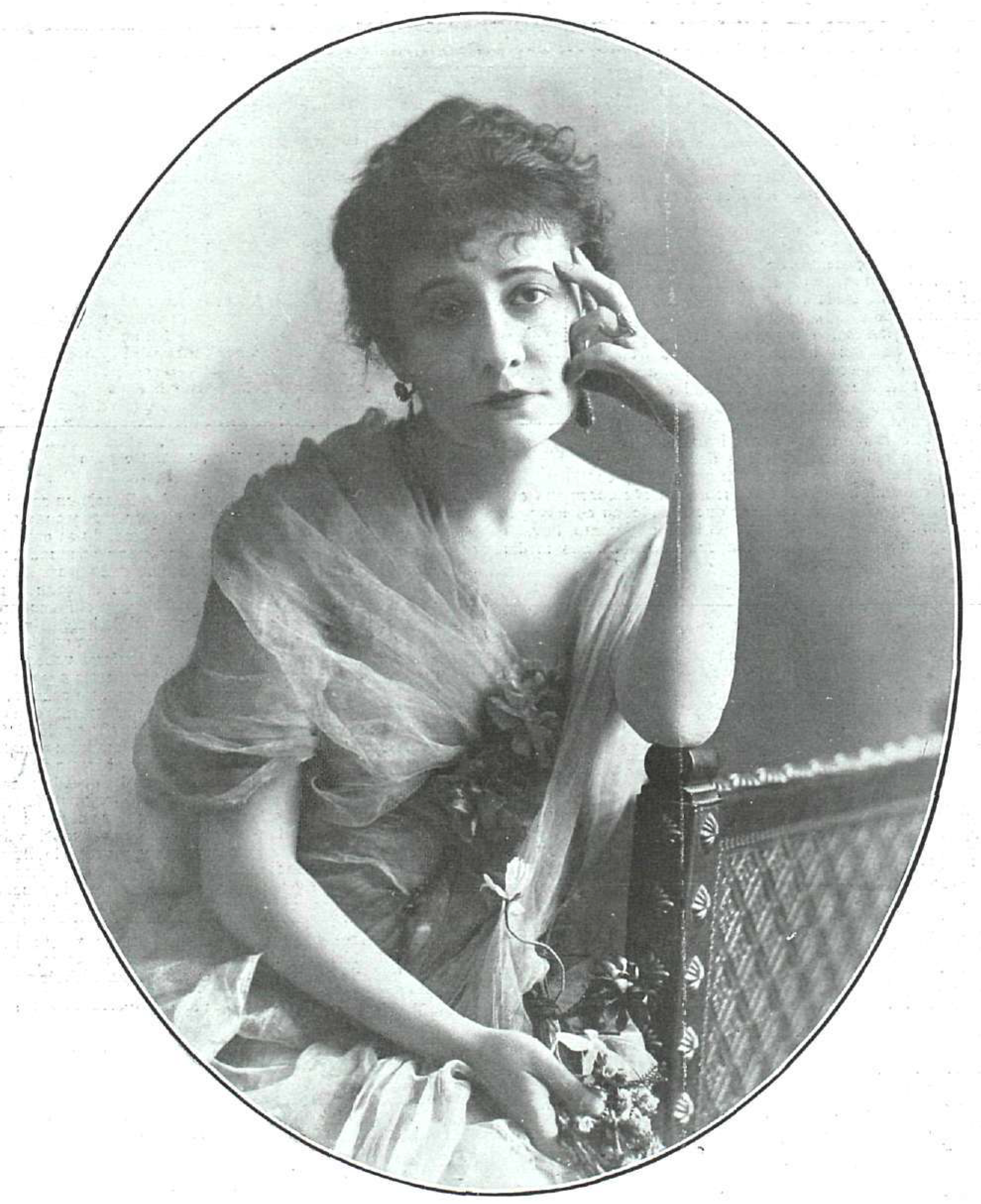
Retratada por Kaulak (1916)

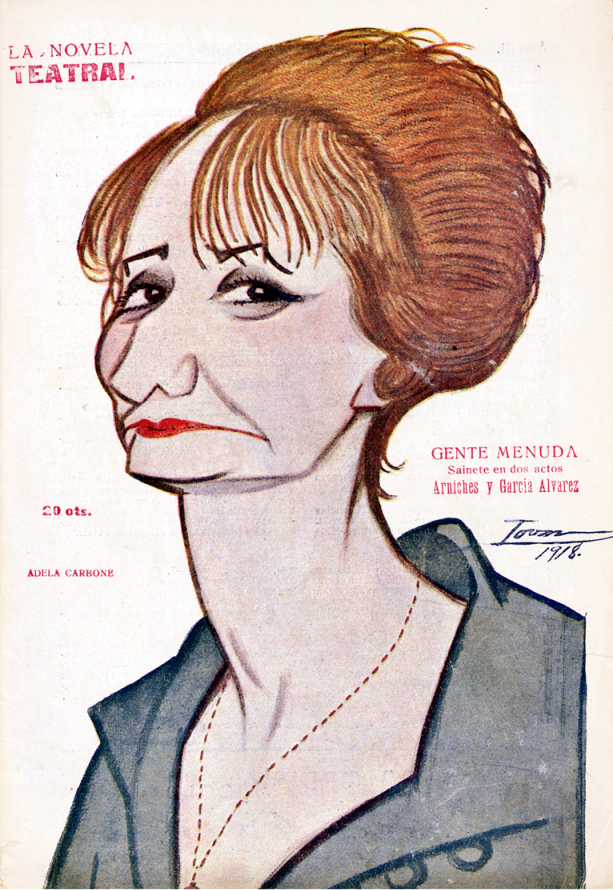
Caricaturizada por Tovar en La Novela Teatral (1918)

Intervino en obras como La noche del sábado, La venganza de don Mendo, Colombe, Leocadia o Santa Juana de Castilla.
Tras la Guerra civil española, continuó su carrera hasta su retirada de los escenarios en 1959, con títulos como Historia de una escalera (1949), de Antonio Buero Vallejo, El gran minué (1950), de Víctor Ruiz Iriarte, Celos del aire (1950), Veinte y cuarenta (1951), ambas de José López Rubio, Ruy Blas (1952), de Victor Hugo, Un sombrero de paja de Italia (1952), de Eugène Labiche, Soledad (1953), de Miguel de Unamuno, La fierecilla domada (1953), de Shakespeare, Las brujas de Salem (1957), de Arthur Miller, La rosa tatuada (1958), de Tennessee Williams, El amor es un potro desbocado (1959), de Luis Escobar y El teatrito de don Ramón (1959), de José Martín Recuerda. Agustín de Figueroa subrayó la labor de Carbone como actriz secundaria.
En cuanto a su carrera cinematográfica participó en los rodajes de una veintena de títulos, entre los que destacan Jeromín (1953) y El ruiseñor de las cumbres (1958). Tradujo al castellano la obra de Luigi Pirandello Carnaval de los muertos. Fue retratada por José Ramón Zaragoza, retrato expuesto en el Museo de Bellas Artes de Asturias.
Estuvo casada con el actor Ignacio Evans, fallecido en 1934. Carbone falleció en Madrid en 1960 a causa de una larga enfermedad.

## Premios
- Premio Nacional de Teatro (1955)[7]
- Medalla de Oro del Círculo de Bellas Artes[7]